# Jacob Buksti
Jacob Buksti, né le 7 avril 1947 à Udbyneder (Danemark) et mort le 27 septembre 2016, est un homme politique danois, ancien ministre du Sociaux-démocrates et député de ce même parti au Parlement (le Folketing).

## Sources
- (da) Cet article est partiellement ou en totalité issu de l’article de Wikipédia en danois intitulé « Jacob Buksti » (voir la liste des auteurs).